# París-Tours 1942
La París-Tours 1942 fue la 36.ª edición de la clásica París-Tours. Se disputó el 31 de mayo de 1942 y el vencedor final fue el francés Paul Maye, que se impuso al sprint.

## Clasificación general[3]
|    | Ciclista             | Equipo | Tiempo    |
| -- | -------------------- | ------ | --------- |
| 1  | Paul Maye            |        | 6h 41'24" |
| 2  | Gérard Virol         |        | m.t.      |
| 3  | Jules Rossi          |        | m.t.      |
| 4  | Dominique Pedrali    |        | m.t.      |
| 5  | Georges Claes        |        | m.t.      |
| 6  | Robert Van Eenaeme   |        | m.t.      |
| 7  | Robert Panier        |        | m.t.      |
| 8  | Gustave Van Overloop |        | m.t.      |
| 9  | André Deforge        |        | m.t.      |
| 10 | Louis Gauthier       |        | m.t.      |